# Softball
Il softball è uno sport di squadra il cui scopo è segnare punti facendo in modo che i giocatori avanzino su un percorso composto di quattro basi. Il nome si può tradurre in Italiano come "palla soffice".
È un discendente diretto del baseball, sebbene con alcune differenze, su tutte l'uso di palle più grandi e più pesanti (di circa un terzo rispetto al baseball) e un campo di gioco leggermente più piccolo.
Disciplina olimpica dal 1992 al 2008 ed escluso dai Giochi della XXX Olimpiade di Londra del 2012 e dai Giochi della XXXI Olimpiade di Rio de Janeiro del 2016, il softball è tornato temporaneamente a far parte dei Giochi olimpici nel 2021 con i Giochi della XXXII Olimpiade di Tokyo.

## Il gioco

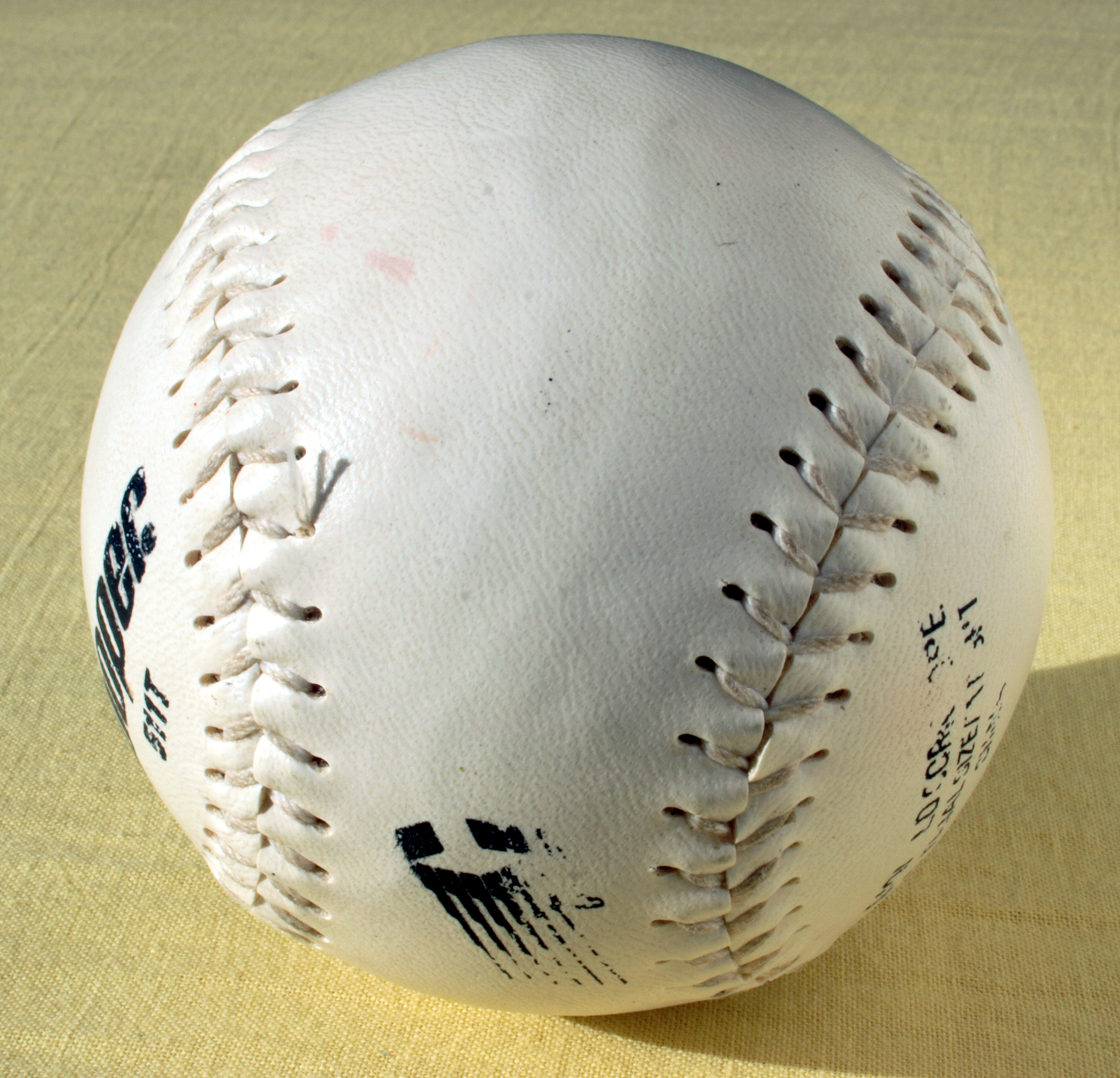
Una palla da Softball

Esistono tre varianti del gioco del softball:
- lo slow-pitch softball, in cui la palla, che può misurare 28 - 30,5 cm in circonferenza a seconda della lega, deve essere lanciata a parabola verso la casa base entro cui deve ricadere per essere dichiarata strike. Il lancio inoltre deve raggiungere nel punto più alto della curva l'altezza minima di 1,83 m e massima di 3,65 m altrimenti viene chiamata ball. Benché non sia comunque semplice colpire con la mazza la palla mentre ricade verso il piatto di casa base, le battute nello slow pitch sono molto più numerose che nel fast e quindi viene aggiunto un esterno ai 3 schierati normalmente. Le squadre nello slowpitch sono quindi di 10 giocatori.
- il fastpitch softball, in cui il lancio è veloce, ci sono nove giocatori contemporaneamente sul campo, e la rubata è permessa.
- il softball modificato restringe il lancio a "mulinello" (windmill), anche se al lanciatore è concesso lanciare più forte che può tenendo conto dell'oscillazione ristretta.

Tutte le varianti, a livello amatoriale, sono giocate da squadre formate contemporaneamente da uomini e donne, con regole particolari di lega che impongono un numero minimo di donne sempre in campo (solitamente due).

### Differenze con il baseball

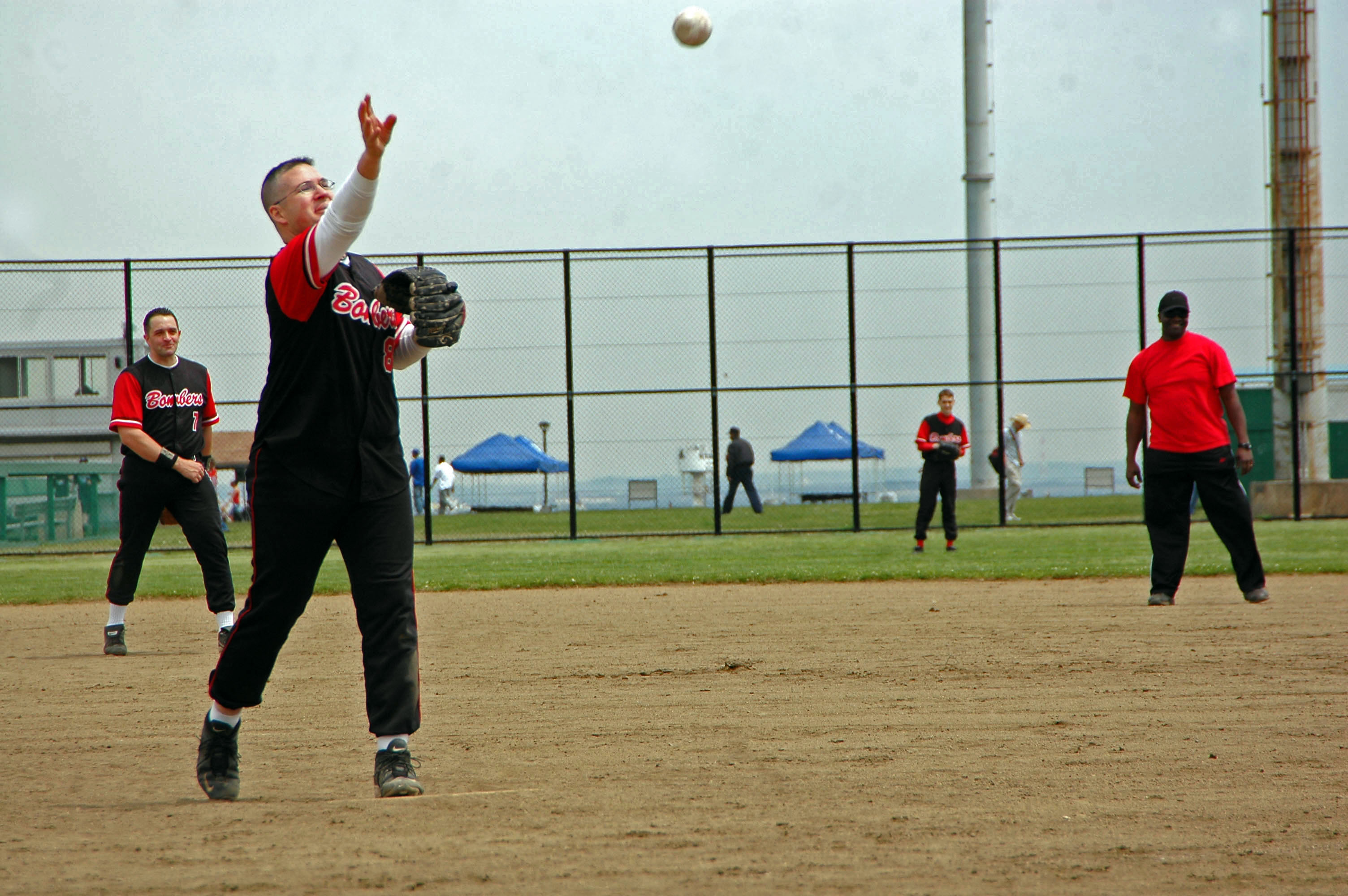
Una fase di una partita di softball slowpitch maschile

il softball deriva direttamente dal baseball, ma ne differisce sotto diversi aspetti, i principali dei quali sono:
- la palla è più grande e pesante di circa un terzo;
- il lanciatore deve lanciare con un movimento tale per cui il rilascio della palla avvenga quando la mano si trova sotto l'altezza dell'anca col braccio (nel baseball la palla può essere rilasciata da qualsiasi posizione). Il lancio può essere a "mulinello" (windmill), vale a dire con un giro completo del braccio che ruota in un primo tempo verso l'alto per poi ruotare verso il basso, oppure a "fionda" o anche a "pendolo", metodi per i quali il movimento, sempre rispettando il rilascio della palla con la mano all'altezza dell'anca, non compie una rotazione verticale completa;
- la mazza è generalmente più leggera; attualmente vengono usate solo mazze in alluminio ed altre leghe metalliche o in materiali compositi (anche carbonio) in quanto il legno è stato completamente abbandonato nel corso degli anni 70;
- il campo di gioco è più piccolo - la distanza tra una base ed un'altra è di 18 metri, mentre quella dal monte di lancio a casa base è di 13: Il campo deve essere lungo almeno 66 metri - di circa un terzo e nel campo interno (pure detto "diamante") non è previsto il monte di lancio, il terrapieno rialzato caratteristico del baseball;
- pur esistendo la "rubata", i corridori devono rimanere a contatto delle rispettive basi fino all'uscita dal cerchio interno attorno al lanciatore dopo il lancio;
- la durata del gioco è inferiore: generalmente 7 inning, mentre nel baseball di norma è di 9.[3]

## Storia

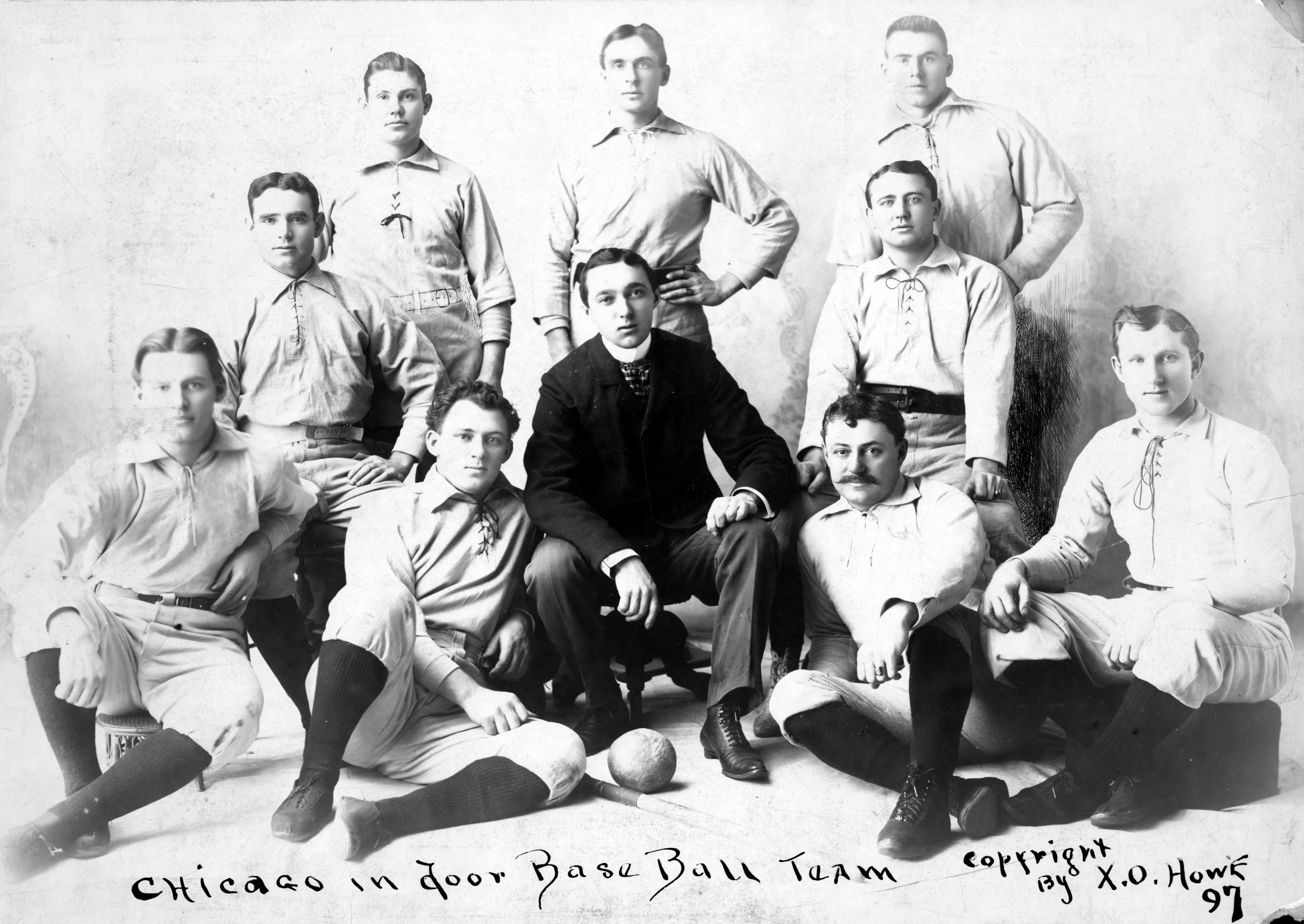
Prima foto di una squadra di softball, Chicago, 1897

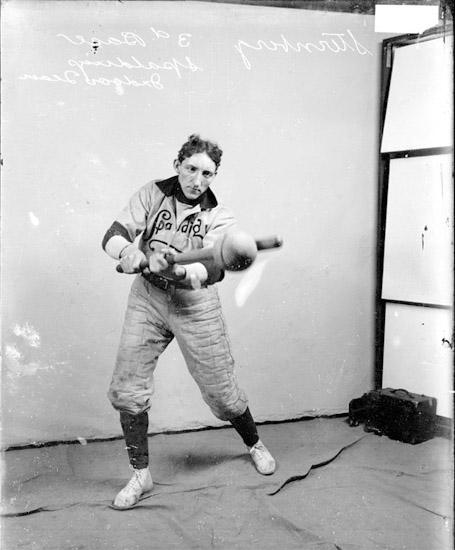
Giocatore di baseball indoor, 1907

Il primo incontro di softball di cui si ha notizia fu giocato a Chicago nel giorno del ringraziamento del 1887. Ebbe luogo al Farragut Boat Club a un raduno per ascoltare l'esito dell'incontro di calcio tra le Università di Yale e Harvard. Quando il punteggio fu annunciato e le scommesse sistemate, uno studente di Yale lanciò un guantone da boxe a un tifoso di Harvard. Quest'ultimo prese una stecca e colpì il guantone. George Hancock annunciò "Play ball!" e la partita cominciò, con il guantone da boxe appallottolato e un manico di scopa a fungere da mazza. Questa prima sfida finì con il punteggio di 41-40. La palla, essendo soffice, era lanciata a mani nude.
George Hancock è riconosciuto come l'inventore del gioco per il suo sviluppo della palla e di una mazza di dimensioni inferiori nella settimana seguente. Il Farragut Club presto stabilì le regole del gioco, che si diffuse veloce anche al di fuori del club. Visto come un modo per i giocatori di baseball per mantenersi in forma durante l'inverno, lo sport fu chiamato Baseball indoor. Con il nome di Indoor-Outdoor, il gioco si spostò all'aperto l'anno successivo e le prime regole furono pubblicate nel 1889.
Nel 1895 Lewis Rober, Sr. di Minneapolis organizzò incontri all'aperto come esercizio per i vigili del fuoco; questo tipo di gioco è noto come kitten ball (dalla prima squadra che lo ha praticato), lemon ball o diamond ball. La versione del gioco di Rober utilizzava una palla di 12 pollici di circonferenza al posto della palla da 16 pollici usata dal Farragut club e alla fine la palla di Minneapolis prevalse, anche se le dimensioni del "diamante" di Minneapolis furono sorpassate in favore di quelle di Chicago. Rober forse non aveva confidenza con le regole del Farragut Club. La stazione dei pompieri n. 19 di Minneapolis, in cui Rober fu di stanza dal 1896 al 1906, fu aggiunta al National Register of Historic Places anche per il suo contributo allo sviluppo dello sport. La prima lega al di fuori degli Stati Uniti fu fondata a Toronto nel 1897.
Il nome "softball" risale al 1926. Fu coniato da Walter Hakanson della YMCA a un incontro del National Recreation Congress. Oltre a baseball indoor, kitten ball e diamond ball, furono usati nomi quali mush ball e pumpkin ball. Il nome softball si era diffuso in tutti gli Stati Uniti nel 1930. Negli anni trenta, sport simili con regole differenti furono giocati negli Stati Uniti e in Canada. La formazione del Joint Rules Committee on Softball (Comitato per le Regole Unificate nel Softball) nel 1934 standardizzò le regole e la denominazione in tutti gli Stati Uniti.
Il sixteen-inch softball (softball da 16 pollici), chiamato anche mushball o super-slow pitch, è un discendente diretto del gioco originale di Hancock. I giocatori di difesa non possono indossare i guanti. Il sixteen-inch softball è molto praticato a Chicago, dove devoti come il defunto Mike Royko lo considerano il "vero" gioco, e a New Orleans. A New Orleans, il sixteen-inch softball è chiamato Cabbage Ball ed è un popolare sport di squadra nelle scuole di ogni grado.
A partire dagli anni quaranta, il fastpitch cominciò a dominare la scena. Anche se lo slow pitch era presente all'Expo 1933, si prese la direzione di allungare la distanza di battuta. Lo slow pitch fu riconosciuto ufficialmente nel 1953 quando fu aggiunto al programma della Amateur Softball Association, e nel giro di un decennio sorpassò il fastpitch in popolarità.
La prima lega britannica di softball femminile del Regno Unito fu fondata nel 1953.
Nel 1991, il softball fastpitch femminile fu selezionato per debuttare ai Giochi della XXVI Olimpiade del 1996. I giochi del 1996 segnarono anche un passaggio chiave nell'introduzione della tecnologia nel softball. Il CIO finanziò uno studio biomeccanico focalizzato sul lancio durante i giochi.
Nel 2002, il sixteen-inch slow pitch fu eliminato dalle regole ufficiali della ISF, anche se è ancora giocato diffusamente negli Stati Uniti sotto l'egida della The Amateur Softball Association of America (ASA).
La 117ª sessione plenaria del CIO, tenutasi a Singapore nel luglio 2005, votò per eliminare softball e baseball come sport olimpici dai Giochi olimpici del 2012.
Altri enti competenti per il softball sono AAU, NSA, PONY, ASA, ISC, USSSA, Triple Crown e ISA.

## Softball in Italia
In Italia fece la sua prima comparsa nel 1945 con l'avvento dei militari statunitensi, per cui si svolsero regolari campionati maschili con squadre coinvolgenti prevalentemente il Lazio, finché vi fu la diffusione e l'affermazione definitiva del baseball (che già a fine anni quaranta era giocato indipendentemente in campionati del nord-centro Italia), mentre il softball continuò a essere praticato da sole donne da fine anni quaranta agli anni cinquanta. Sempre il softball femminile riprese poi l'attività a fine anni sessanta, per venire praticato tutt'oggi.